# Aida Mussach
Aida Mussach es una actriz de Barcelona afincada en los Países Bajos desde el verano del 2000. Tras licenciarse en Psicología en la Universidad Autónoma de Barcelona (UAB), Aida emprendió el vuelo a Londres, Toulouse y Brest hasta finalmente llegar a Ámsterdam.
Conocida en la televisión belga por su papel de bailarina cubana en la serie ¨Oud België¨ y de la colombiana Rosita en ¨Jes¨, Aida ha escrito, producido y dirigido dos comedias en los Países Bajos: ¨Baby, baby, baby¨ y ¨To bio or not to bio¨. Las dos obras, estrenadas en el 2009, presentan un formato propio que combina una temática social/medio ambiental con teatro de improvisación, cine, música y danza.